# Pterostylis jonesii
Pterostylis jonesii är en orkidéart som beskrevs av G.N.Backh. Pterostylis jonesii ingår i släktet Pterostylis och familjen orkidéer. Inga underarter finns listade i Catalogue of Life.